# Philipp Pomer
Philipp Pomer (Vienna, 12 agosto 1997) è un calciatore austriaco, centrocampista del Ried.

## Carriera
Cresciuto nel settore giovanile del FavAC, dal 2011 al 2013 ha giocato nelle giovanili dell'Austria Vienna. Dopo aver militato a lungo nella terza divisione austriaca con la maglia dell'Ebreichsdorf, nel 2019 viene acquistato dal Blau-Weiß Linz, con il quale gioca per due stagioni nella seconda divisione austriaca. Nel 2021 viene acquistato dal Ried e il 25 luglio dello stesso anno ha debuttato in Bundesliga, nell'incontro vinto per 2-1 contro l'Austria Vienna.

## Statistiche

### Presenze e reti nei club
Statistiche aggiornate al 23 aprile 2022.
| Stagione              | Squadra               | Campionato            | Campionato | Campionato | Coppe nazionali | Coppe nazionali | Coppe nazionali | Coppe continentali | Coppe continentali | Coppe continentali | Altre coppe | Altre coppe | Altre coppe | Totale | Totale |
| Stagione              | Squadra               | Comp                  | Pres       | Reti       | Comp            | Pres            | Reti            | Comp               | Pres               | Reti               | Comp        | Pres        | Reti        | Pres   | Reti   |
| --------------------- | --------------------- | --------------------- | ---------- | ---------- | --------------- | --------------- | --------------- | ------------------ | ------------------ | ------------------ | ----------- | ----------- | ----------- | ------ | ------ |
| 2016-2017             | Ebreichsdorf          | RL                    | 18         | 4          | CA              | 2               | 1               |                    | -                  | -                  |             | -           | -           | 20     | 5      |
| 2017-2018             | Ebreichsdorf          | RL                    | 23         | 7          | CA              | 1               | 0               |                    | -                  | -                  |             | -           | -           | 24     | 7      |
| 2018-2019             | Ebreichsdorf          | RL                    | 25         | 17         | CA              | 1               | 0               |                    | -                  | -                  |             | -           | -           | 26     | 17     |
| Totale Ebreichsdorf   | Totale Ebreichsdorf   | Totale Ebreichsdorf   | 66         | 28         |                 | 4               | 1               |                    | -                  | -                  |             | -           | -           | 70     | 29     |
| 2019-2020             | Blau-Weiß Linz        | 1L                    | 27         | 4          | CA              | 1               | 0               |                    | -                  | -                  |             | -           | -           | 28     | 4      |
| 2020-2021             | Blau-Weiß Linz        | 1L                    | 21         | 6          | CA              | 3               | 0               |                    | -                  | -                  |             | -           | -           | 24     | 6      |
| Totale Blau-Weiß Linz | Totale Blau-Weiß Linz | Totale Blau-Weiß Linz | 48         | 10         |                 | 4               | 0               |                    | -                  | -                  |             | -           | -           | 52     | 10     |
| 2021-2022             | Ried                  | BL                    | 29         | 1          | CA              | 5               | 1               |                    | -                  | -                  |             | -           | -           | 34     | 2      |
| Totale carriera       | Totale carriera       | Totale carriera       | 143        | 39         |                 | 13              | 2               |                    | -                  | -                  |             | -           | -           | 156    | 41     |

## Palmarès

### Club

#### Competizioni nazionali
- 2. Liga: 2

Blau-Weiß Linz: 2020-2021
Ried: 2024-2025